# Ściechów (przystanek kolejowy)
Ściechów – nieczynny przystanek kolejowy w Świechowie, w powiecie gorzowskim, w województwie lubuskim.